# Christian Montes

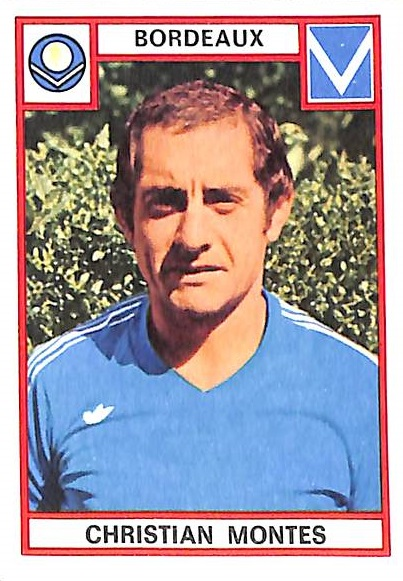
Saison 1975-1976

Pour les articles homonymes, voir Montes.
Christian Montès est un joueur et entraîneur de football français, né à Rauzan (Gironde) le 10 Janvier 1942, dans une famille de footballeurs.

## Biographie
Il quitte le foyer familial et Blasimon petit village de l'Entre-deux-Mers (entre la Garonne et la Dordogne) pour son entrée en 6e au lycée à Bordeaux. Il commence sa carrière de gardien de but au sein du Club des Francs Camarades un des célèbres patronages bordelais.
Un brillant parcours de son équipe en Coupe Gambardella lui vaut d'être remarqué par les Girondins de Bordeaux, club phare de la région Aquitaine.
Recruté par les Girondins de Bordeaux, il poursuit sa formation et il va y démarrer sa carrière professionnelle en 1960, club avec lequel il restera engagé jusqu'en 1971, séjour juste entrecoupé d'un prêt à l'AS Cherbourg en Division 2 lors de la saison 1965-1966.
Il s'engage en 1971 avec Strasbourg, puis part en 1973 à l'AS Monaco. Il termine sa carrière professionnelle sur une ultime saison à Bordeaux en 1975-1976. Durant les deux saisons suivantes, il en devient même l'entraîneur.
Il reste à ce jour un des gardiens de but emblématiques des Girondins de Bordeaux puisqu'il y dispute au total douze saisons au cours desquelles il est notamment deux fois vice-champion de France et trois fois finaliste de la Coupe de France.
Après sa carrière footballistique professionnelle, le Groupe Adidas le recrute comme responsable commercial, en compagnie d'anciens joueurs professionnels.
Son attachement à Bordeaux, son club de cœur, lui a valu de superviser régulièrement pour les Girondins le recrutement et la formation des jeunes footballeurs.
Depuis, il a pris la succession de Marius Trésor à la Présidence de l'Association du Club des Anciens Professionnels des Girondins de Bordeaux.
Christian Montes a toujours eu un bon jeu au pied, il continue de pratiquer le tennis-ballon chaque semaine en compagnie d'anciens joueurs au Centre d'entraînement du Haillan, comme le faisait aussi notamment les regrettés Dominique Dropsy et Roland Guillas.

### Palmarès
- Vice-champion de France en 1963 et en 1969 avec les Girondins de Bordeaux
- Finaliste de la Coupe de France en 1964, en 1968, en 1969 avec les Girondins de Bordeaux et en 1974 avec l'AS Monaco
- Finaliste du Challenge des Champions en 1968 avec les Girondins de Bordeaux
- Finaliste de la Coupe Charles Drago en 1965 avec les Girondins de Bordeaux